# リンディ州
リンディ州（リンディしゅう、Mkoa wa Lindi）は、タンザニア南東部の州である。人口791,306人（2002年）、州都はインド洋に面したリンディである。

## 隣接州
北部にプワニ州、西部にモロゴロ州、ルヴマ州、南部にムトワラ州に接している。東部はインド洋が広がっている。隣接する州と跨って広大なセルース動物保護区（Selous Game Reserve）が設けられている。

## 下位行政区画
- Kilwa District
- Lindi District
- Liwale District
- Nachingwea District
- Ruangwa District
- Lindi Municipal District